# Werner Lorenz (Politiker, 1939)
Werner Lorenz (* 14. November 1939 in Blumenau) ist ein ehemaliger deutscher Politiker der Blockpartei CDU der DDR. Von 1981 bis 1990 (8. und 9. Wahlperiode) gehörte er der Volkskammer der DDR an.
Nach dem Abitur studierte Lorenz von 1957 bis 1961 an der Bergingenieurschule „Ernst Thälmann“ Senftenberg. Als Bergbauingenieur war er anschließend im Industriekraftwerk Deuben tätig, ab 1976 als Leiter Koordinierung Gewinnung. 
Werner Lorenz trat 1952 der CDU bei und gehörte ab 1977 dem CDU-Bezirksvorstand Halle an. Ab 1980 war er Mitglied des Kreistages Hohenmölsen. Von 1981 bis 1990 war er Mitglied der Volkskammer.

## Quelle
- Handbuch der Volkskammer der Deutschen Demokratischen Republik, 8. Wahlperiode, S. 422.

| Personendaten    | Personendaten                          |
| ---------------- | -------------------------------------- |
| NAME             | Lorenz, Werner                         |
| KURZBESCHREIBUNG | deutscher Politiker (CDU der DDR), MdV |
| GEBURTSDATUM     | 14. November 1939                      |
| GEBURTSORT       | Blumenau, Kreis Marienberg             |